# Microscopi d'efecte túnel

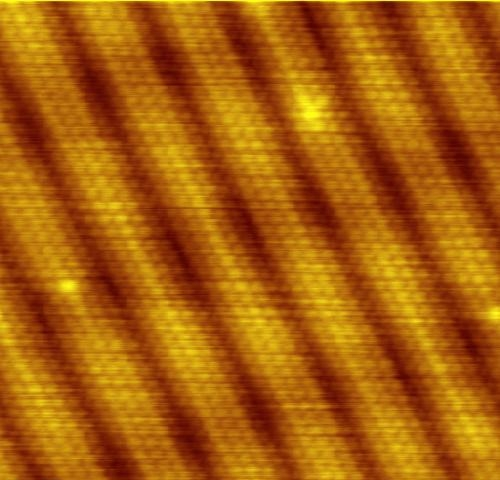
Imatge de reconstrucció sobre una superfície neta d'or (100).

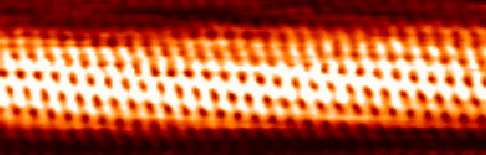
Una imatge STM d'un nanotub de carboni de paret simple.

Un microscopi d'efecte túnel (anglès: Scanning tunneling microscope, o STM) és un instrument per prendre imatges de superfícies a nivell atòmic. Es va desenvolupar al 1981, i va permetre que els seus inventors, Gerd Binnig i Heinrich Rohrer (d'IBM Zürich), guanyessin el Premi Nobel de Física al 1986. Per un STM, es considera que una bona resolució és 0.1 nm de resolució lateral i 0.01 nm de resolució de profunditat. Amb aquesta resolució, es poden veure i manipular els àtoms individuals dels materials. L'STM pot ser usatfer-se servir no només en ultra alt buit, sinó també en aire, aigua, i diversos altres líquids o gasos de l'ambient, i a temperatures que abasten un rang molt ampli, des de gairebé zero Kelvin fins a uns pocs centenars de graus Celsius.
L'STM està basat en el concepte d'efecte túnel. Quan una punta conductora es col·loca molt prop de la superfície a ser examinada, un corrent de polarització (diferència de voltatge) aplicat entre les dues pot permetre als electrons passar a l'altre costat mitjançant l'efecte túnel a través del buit entre elles. El corrent de tunelització que en resulta és una funció de la posició de la punta, el voltatge aplicat i la densitat local d'estats (LDOS per les seves sigles en anglès) de la mostra. La informació és adquirida monitoritzant el corrent mentre la posició de la punta escaneja la superfície, i és usualment convertida en una d'imatge. La microscopía d'efecte túnel pot ser una tècnica desafiadora, ja que requereix superfícies extremadament netes i estables, puntes afilades, un excel·lent control de les vibracions, i electrònica sofisticada.
Al 2021 se celebren els 40 anys del naixement de l'STM, i els 35 anys de l'AFM (descobert al 1986, 5 anys després). La Setmana de la Ciència de Catalunya, celebrada al novembre del 2021, commemora, entre d'altres, aquest fet.

## Procediment

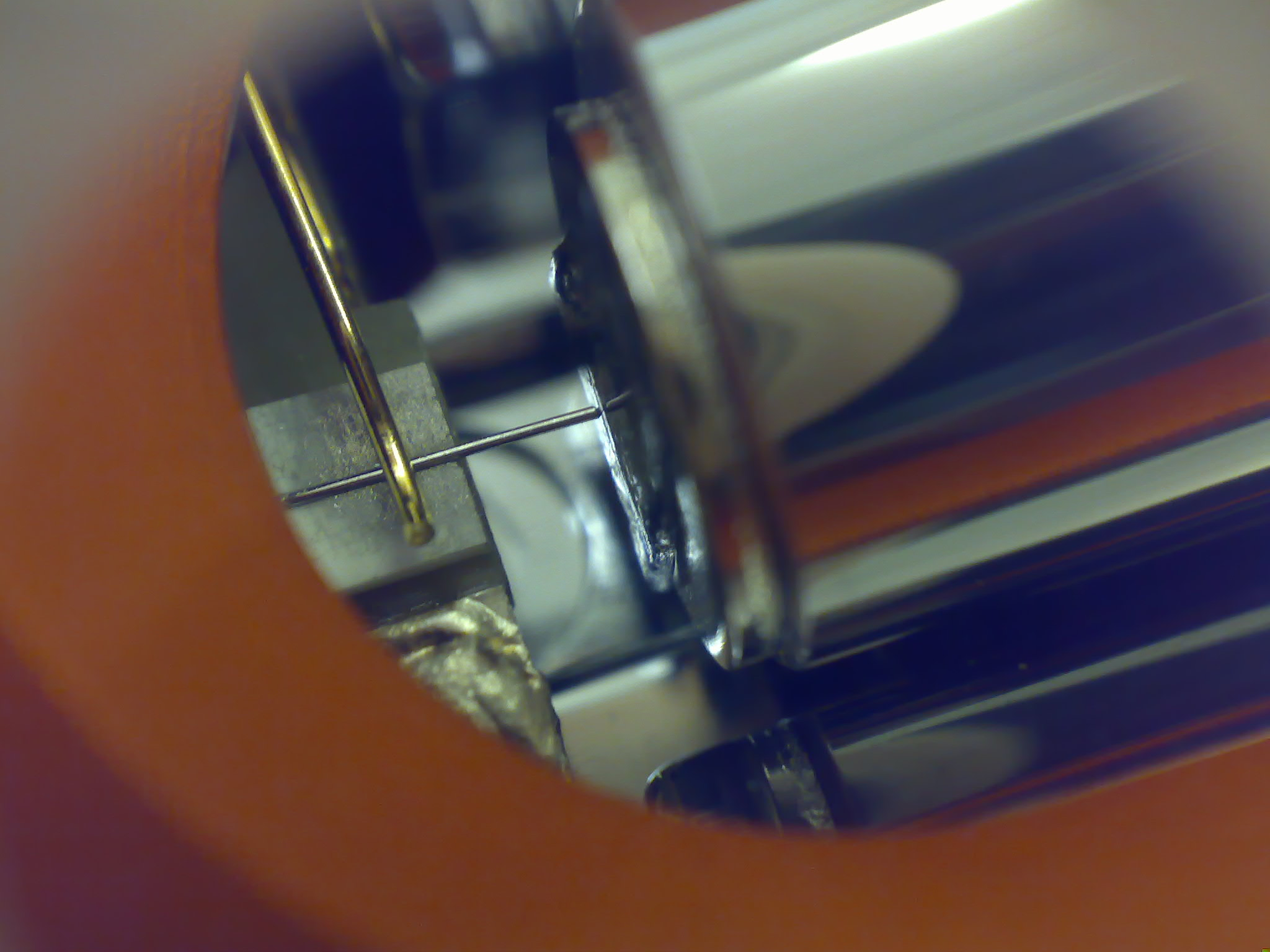
Un cap de microscopi d'efecte túnel simple usant una punta de platí-iridi.

Primer, s'aplica una tensió de voltatge i es col·loca la punta a prop de la mostra per un bast control "mostra a punta", que s'apaga quan la punta i la mostra són suficientment a prop. En un rang proper, el control precís de la punta en totes les tres dimensions quan està prop de la mostra és típicament piezoelèctric, mantenint la separació punta-mostra, W, típicament en el rang entre 4-7 Å, que és la posició d'equilibri entre interaccions atractives (3<W<10Å) i repulsives (W<3Å). En aquesta situació, la tensió de voltatge causa que els electrons realitzin l'efecte túnel entre la punta i la mostra, i es crea un corrent que pot ser mesurat. Una vegada el túnel és estabilitzat, la tensió de voltatge de la punta i la seva posició pel que fa a la mostra poden variar (amb els detalls d'aquesta variació depenent de l'experiment) i les dades són obtingudes dels resultants canvis que s'observen al corrent.
Si la punta es mou a través de la mostra en el pla x-y, els canvis en l'altura de la superfície i la densitat d'estats causen canvis en el corrent; aquests canvis són mapejats en imatges. El canvi en el corrent pel que fa a la posició pot en si mateix mesurar-se o bé, es pot mesurar l'altura de la punta, z, corresponent a un corrent constant. Aquestes dues maneres d'operació són anomenades "manera d'altura constant" i "manera de corrent constant", respectivament. En la manera de corrent constant, l'electrònica de retroalimentació ajusta l'altura per un voltatge al mecanisme piezoelèctric de control d'altura. Això porta a una variació d'altura i així la imatge ve de la topografia de la punta a través de la mostra i dona una superfície de densitat de càrrega constant; això significa que el contrast en la imatge és a causa de variacions en la densitat de càrrega. Si el microscopi funciona en la manera d'altura constant, el voltatge i l'altura es mantenen tots dos constants mentre que el corrent canvia per impedir que el voltatge canviï; això porta a una imatge feta de canvis de corrent sobre la superfície, que poden ser relacionats amb la densitat de càrrega. El benefici d'usar una manera d'altura constant és que és més ràpid, a causa que els moviments del piezoelèctric requereixen més temps per registrar el canvi d'altura en la manera de corrent constant, que el canvi de voltatge en la manera d'altura constant. Totes les imatges produïdes per STM estan en escala de grisos, amb color opcionalment afegit durant el post-processat per emfatitzar visualment algunes característiques importants.
A més d'escanejar a través de la mostra, es pot obtenir la informació sobre l'estructura electrònica a una localització determinada de la mostra per mitjà de provar diferents voltatges i mesurar el corrent en un lloc específic. Aquest tipus de mesura s'anomena espectroscòpia d'efecte túnel (STS per les seves sigles en anglès) i típicament resulta en un mapa de la densitat d'estats locals com una funció de l'energia en la mostra. L'avantatge de l'STM sobre altres mesures de la densitat d'estats resideix en la seva habilitat per fer mesures extremadament locals: per exemple, la densitat d'estats en un lloc d'impuresa pot ser comparada amb la densitat d'estats lluny de les impureses.
Freqüències d'imatges d'almenys 1 Hz permeten realitzar trucades Video-STM (és possible que siguin més de 50 Hz). Aquest fet pot fer-se servir per escanejar la difusió de superfície.